# タックルベリー
株式会社タックルベリー（Tackle Berry Corporation）は、中古釣具販売チェーン店タックルベリーを全国展開する企業。本社は神奈川県藤沢市にある。『フィッシングライフのトータル・プランナー』を掲げている。
同社は日本で唯一の個人所有の湖である橘湖（北海道登別市・北緯42度31分5.2秒 東経141度7分27.8秒）を所有している。橘湖はニホンザリガニなどの生息地としても知られ、この自然を手つかずのまま次世代に承継することを目的に、同社は一切の開発行為を行う予定はないとしている。
また、子供たちが「釣り」を楽しみながら、自然に学ぶ機会の提供を目的に管理釣場『ベーリーパーク』を、関東に3施設を運営しており、「人と自然の共生」という観点において独自の取り組みを続ける企業でもある。
同社のキャンペーンガール「ベリーガールズ」は2019年現在15代目で、各年度、総勢5名が選ばれる。
児童養護施設の子供達を招待する「タックルベリー子ども釣りクラブ」や、子ども虐待防止を目的としたオレンジリボン運動チャリティ釣り大会を開催する等、社会貢献を行っていることを付記する。

## 概要
タックルベリーは2000年4月に神奈川県藤沢市に第1号店を出店。その後順調に店舗数を増やし、2016年2月現在、47都道府県に201店舗、海外は韓国（釜山）、中国（香港）、タイ（バンコク）、台湾（台北）に計6店舗を出店。
POSを自社開発し全店に導入している。
主な評価内容は下記の通り。
- 平成17年ニュービジネス大賞 アントレプレナー「特別賞」受賞
- ジャパンベンチャーアワーズ2009 「創業・ベンチャー国民フォーラム会長表彰」受賞
- フランチャイズ専門誌FRANJA 「撤退の少ない本部」、「既存店の強いFC」と記事により評価
- ダイヤモンド社「10年後の大企業」 週刊ダイヤモンドの記者たちが見つけた10年後の大企業たちに選出

今まで、コンパクトで効率を求めた出店形態が中心であったタックルベリーであるが、顧客ニーズの変化に対応するため、2018年より「BiG Berry」の名称を冠した大型店舗を出店し、出店形態を多様化させた。

## 沿革
- 2000年
- 4月 - 株式会社スポーツ天国を資本金3,000万円にて設立。第1号店タックルベリー藤沢店（現湘南本店）を出店。
- 2002年
  - 4月 - 資本金を5000万円に増資
  - 7月 - 資本金を7000万円に増資
- 2003年4月 - タックルベリーブランドの統一化を目的に商号を「株式会社タックルベリー」に変更
- 2004年1月 - 資本金を2億20万円に増資
- 2005年
  - 3月 - 初の海外店舗となる「ソウルチャムシル店」出店
  - 4月 - 第100号店（さいたま埼大通り店）を出店
- 2006年
  - 3月 - 「平成17年度ニュービジネス大賞」アントレプレナー大賞【特別賞】受賞
  - 5月 - 資本金を3億2,970万円に増資
  - 9月 - テレビ東京系列6局ネット『Fishing-1 2006 激闘!全国高校生釣りバトル』放送
- 2007年10月 - 関西地区にてデイリースポーツ主催「@タックルベリー家族でフィッシング」実施
- 2008年10月 - 関西地区にてデイリースポーツ主催「@タックルベリー家族でフィッシング2008」実施
- 2009年
  - 1月 - 「ジャパンベンチャーアワーズ2009」起業家部門【創業・ベンチャー国民フォーラム会長表彰】受賞
  - 4月 - WEBショップ「@ベリーネット」プレオープン

2010年
- - 4月 - WEBショップ「@ベリーネット」グランドオープン
  - 6月 - 会員サービス「増割」運用開始
  - 9月 - トラウト管理釣り場「Berry Park in OYAMA」オープン
- 2011年
  - 6月 - 香港に海外2号店出店（香港銅鑼灣店）
  - 9月 - WEBショップ「＠ベリーネット」モバイル版グランドオープン
- 2012年
  - 4月 - イオンモール内初出店となる「イオン新船橋店」オープン
  - 11月 - 管理釣り場事業運営株式会社（東京電力株式会社子会社）を譲受、子会社化。「FISH ON！王禅寺」、「FISH ON！鹿留」の運営を開始
- 2013年
  - 6月 - タイ バンコクに海外3号店出店（バンコクエカマイソイ12店）
  - 11月 - タイ バンコクに海外4号店出店（バンコク・シーナカリン店）
- 2014年
  - 4月 - 沖縄県に沖縄浦添58号店オープン（200店舗達成）、全都道府県への出店を達成
  - 6月 - タックルベリー公式アプリ提供開始
- 2015年
  - 6月 - 台湾　台北市に海外5号店出店（台北忠孝店）
  - 7月 - TBオークション　プレオープン
  - 9月 - TBオークション　グランドオープン
  - 10月 - タイ3店舗目、海外6号店出店（タイ・イオンシラチャSC店）
- 2017年
  - 2月 - 太陽光発電事業を開始。タイのタックルベリー3店舗で中古ゴルフクラブの買取・販売を株式会社ゴルフ・ドゥとのタッグで開始。
- 2018年
- 5月30日 - ゴルフ・ドゥと合弁でカンボジアに進出[3]。

## キャンペーンガール
ベリーガールズは、タックルベリーのCMやイベントに出演するイメージガールである。発足以来、総勢5名で結成されている。

### コスチューム
Vネックの、前身頃が白のノースリーブのワンピース。左胸に黄色のTBマーク（タックルベリーの社章）があしらわれ、前身頃の切り替え無し、スカートには裾からウェストに向かって赤字で* Tackle Berryのロゴ有り（*は黄色のTBマーク）。両脇から背中にかけては、ボディス（上身頃）が黄色、ウェストが赤（金色の横3本線をあしらう）、スカートは緑色である。ひじが隠れる長さの白のロンググローブ。ハイヒールの黒レザーの編み上げニーハイブーツ。

## 店舗
2019年現在、47都道府県全県に展開し、また海外では韓国、香港、タイ、台湾、カンボジア、ベトナムの6ヵ国に9店舗を展開する。

### 特色のある店舗
- 湘南本店 - タックルベリーの1号店。

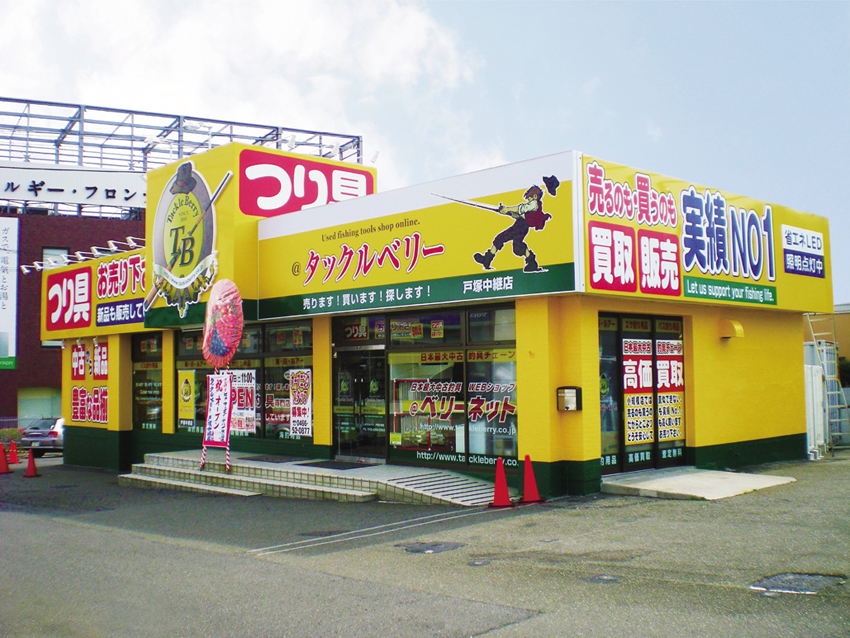
タックルベリー戸塚中継店

- 戸塚中継店 - 箱根駅伝における往路戸塚中継所近くにあり、テレビ中継で襷リレーの映像の背景に店舗が映る[4]。